# Halowe Mistrzostwa Europy w Lekkoatletyce 1979
X Halowe Mistrzostwa Europy odbyły się 24-25 lutego 1979 w Wiedniu w Ferry-Dusika-Hallenstadion.

## Wyniki zawodów

### Mężczyźni

#### Konkurencje biegowe
| konkurencja                           | złoto                        | złoto     | srebro                      | srebro | brąz                          | brąz   |
| ------------------------------------- | ---------------------------- | --------- | --------------------------- | ------ | ----------------------------- | ------ |
| Bieg na 60 m (szczegóły)              | Marian Woronin · Polska      | 6,57 CR   | Leszek Dunecki · Polska     | 6,62   | Petyr Petrow · Bułgaria       | 6,63   |
| Bieg na 400 m (szczegóły)             | Karel Kolář · Czechosłowacja | 46,21 CR  | Stefano Malinverni · Włochy | 46,59  | Horia Toboc · Rumunia         | 46,86  |
| Bieg na 800 m (szczegóły)             | Antonio Páez · Hiszpania     | 1:47,4    | Binko Kolew · Bułgaria      | 1:47,8 | András Paróczai · Węgry       | 1:48,2 |
| Bieg na 1500 m (szczegóły)            | Eamonn Coghlan · Irlandia    | 3:41,8    | Thomas Wessinghage · RFN    | 3:42,2 | John Robson · Wielka Brytania | 3:42,8 |
| Bieg na 3000 m (szczegóły)            | Markus Ryffel · Szwajcaria   | 7:44,5 CR | Christoph Herle · RFN       | 7:45,5 | Aleksandr Fiedotkin · ZSRR    | 7:45,5 |
| Bieg na 60 m przez płotki (szczegóły) | Thomas Munkelt · NRD         | 7,59 CR   | Arto Bryggare · Finlandia   | 7,67   | Eduard Pieriewierziew · ZSRR  | 7,70   |

#### Konkurencje techniczne
| konkurencja                | złoto                          | złoto | srebro                           | srebro | brąz                        | brąz  |
| -------------------------- | ------------------------------ | ----- | -------------------------------- | ------ | --------------------------- | ----- |
| Skok wzwyż (szczegóły)     | Władimir Jaszczenko · ZSRR     | 2,26  | Giennadij Biełkow · ZSRR         | 2,26   | Andre Schneider-Laub · RFN  | 2,24  |
| Skok o tyczce (szczegóły)  | Władysław Kozakiewicz · Polska | 5,50  | Konstantin Wołkow · ZSRR         | 5,45   | Władimir Trofimienko · ZSRR | 5,45  |
| Skok w dal (szczegóły)     | Władimir Cepielow · ZSRR       | 7,88  | Wałerij Podłużny · ZSRR          | 7,86   | Lutz Franke · NRD           | 7,80  |
| Trójskok (szczegóły)       | Hienadzij Walukiewicz · ZSRR   | 17,02 | Anatolij Piskulin · ZSRR         | 16,97  | Jaak Uudmäe · ZSRR          | 16,91 |
| Pchnięcie kulą (szczegóły) | Reijo Ståhlberg · Finlandia    | 20,47 | Geoffrey Capes · Wielka Brytania | 20,23  | Wołodymyr Kyselow · ZSRR    | 20,01 |

### Kobiety

#### Konkurencje biegowe
| konkurencja                           | złoto                          | złoto     | srebro                                 | srebro | brąz                      | brąz   |
| ------------------------------------- | ------------------------------ | --------- | -------------------------------------- | ------ | ------------------------- | ------ |
| Bieg na 60 m (szczegóły)              | Marlies Göhr · NRD             | 7,16      | Marita Koch · NRD                      | 7,19   | Ludmiła Storożkowa · ZSRR | 7,22   |
| Bieg na 400 m (szczegóły)             | Verona Elder · Wielka Brytania | 51,80     | Jarmila Kratochvílová · Czechosłowacja | 51,81  | Karoline Käfer · Austria  | 51,90  |
| Bieg na 800 m (szczegóły)             | Nikolina Szterewa · Bułgaria   | 2:02,6    | Anita Weiß · NRD                       | 2:02,9 | Fița Lovin · Rumunia      | 2:03,1 |
| Bieg na 1500 m (szczegóły)            | Natalia Mărășescu · Rumunia    | 4:03,5 CR | Zamira Zajcewa · ZSRR                  | 4:03,9 | Swietłana Guśkowa · ZSRR  | 4:07,4 |
| Bieg na 60 m przez płotki (szczegóły) | Danuta Perka · Polska          | 7,95      | Grażyna Rabsztyn · Polska              | 8,00   | Nina Morgulina · ZSRR     | 8,09   |

#### Konkurencje techniczne
| konkurencja                | złoto                 | złoto | srebro                             | srebro | brąz                         | brąz  |
| -------------------------- | --------------------- | ----- | ---------------------------------- | ------ | ---------------------------- | ----- |
| Skok wzwyż (szczegóły)     | Andrea Mátay · Węgry  | 1,92  | Urszula Kielan · Polska            | 1,85   | Ulrike Meyfarth · RFN        | 1,80  |
| Skok w dal (szczegóły)     | Siegrun Siegl · NRD   | 6,70  | Jarmila Nygrýnová · Czechosłowacja | 6,42   | Lena Johansson · Szwecja     | 6,27  |
| Pchnięcie kulą (szczegóły) | Ilona Slupianek · NRD | 21,01 | Marianne Adam · NRD                | 20,15  | Judy Oakes · Wielka Brytania | 15,66 |

## Klasyfikacja medalowa
| Miejsce | Państwo         | Złoto | Srebro | Brąz | Razem |
| ------- | --------------- | ----- | ------ | ---- | ----- |
| 1.      | NRD             | 4     | 3      | 1    | 8     |
| 2.      | ZSRR            | 3     | 5      | 8    | 16    |
| 3.      | Polska          | 3     | 3      | 0    | 6     |
| 4.      | Czechosłowacja  | 1     | 2      | 0    | 3     |
| 5.      | Wielka Brytania | 1     | 1      | 2    | 4     |
| 6.      | Bułgaria        | 1     | 1      | 1    | 3     |
| 7.      | Finlandia       | 1     | 1      | 0    | 2     |
| 8.      | Rumunia         | 1     | 0      | 2    | 3     |
| 9.      | Węgry           | 1     | 0      | 1    | 2     |
| 10.     | Hiszpania       | 1     | 0      | 0    | 1     |
| 10.     | Irlandia        | 1     | 0      | 0    | 1     |
| 10.     | Szwajcaria      | 1     | 0      | 0    | 1     |
| 13.     | RFN             | 0     | 2      | 2    | 4     |
| 14.     | Włochy          | 0     | 1      | 0    | 1     |
| 15.     | Austria         | 0     | 0      | 1    | 1     |
| 15.     | Szwecja         | 0     | 0      | 1    | 1     |
| Razem   | Razem           | 19    | 19     | 19   | 57    |

## Objaśnienia skrótów
CR – rekord mistrzostw Europy